# Symbolisme des fleurs
On appelle symbolisme des fleurs le fait d'attribuer à certaines fleurs des vertus, ou de servir d'emblème.

## Les fleurs dans la mythologie gréco-romaine
Les fleurs sont l'attribut de Flore et parfois de l'Aurore ainsi que les figures allégoriques du Printemps, de la Logique, de l'Espérance et de l'odorat. La Logique, un des sept arts libéraux, porte parfois un bouquet de fleurs. L'Espérance détient aussi cet attribut, car la fleur annonce la future naissance du fruit.
Au niveau mythique, Zéphyr, le vent de l'ouest, s'étant épris de Flore, l'enlève et s'unit à elle en mariage : en gage de son amour, il lui offre de régner sur les champs et jardins cultivés.
Nous retrouvons, dans certaines représentations, Aurore sur son char répandant des fleurs, qui annonce la lumière nouvelle du jour. Dans l'iconographie des quatre saisons, le Printemps est figuré sous les traits d'une jeune femme qui porte des fleurs ou les parsème sur les prairies.
L'iconographie des cinq sens représente l'odorat sous la forme de compositions florales, ou sous l'aspect d'une figure qui tient à la main un bouquet de fleurs ou en hume les parfums. 
Depuis l'Antiquité, l'image de la fleur est associée à l'idée de la brièveté de la vie, de la beauté et des vertus.

## Fleurs emblématiques
- Le bleuet. Il appartient à la famille des centaurées, du latin centaurea. Ce terme renvoie à la figure mythologique du centaure Chiron, l'éducateur d'Hercule[3]. Celui-ci blesse involontairement le centaure à une patte avec une de ses flèches trempées dans le sang empoisonné de l'Hydre de Lerne. Chiron soigne sa blessure avec un remède à base de bleuets. Depuis, le bleuet est tenu pour excellent antidote contre les morsures de serpents. Comme dans la culture chrétienne, le serpent est symbole du mal luciférien, le bleuet qui guérit de la morsure venimeuse du serpent est associé au Christ victorieux sur les démons. Le bleuet peut aussi symboliser le Paradis à cause de sa couleur qui rappelle celle du ciel.

- Le cyclamen. Cette fleur tire son nom du grec kuklos, qui signifie « cercle » en raison du mouvement particulier de sa tige. Au Japon, le cyclamen est la fleur sacrée de l'amour. Pline l'ancien[4] raconte selon une ancienne croyance que les lieux où pousse le cyclamen sont protégés contre les maléfices ou les philtres néfastes. C'est pour cette raison qu'elle est aussi appelée « amulette » et qu'on lui attribue la propriété de guérir des morsures de serpents. Le philosophe Théophraste[5] soutient que le cyclamen peut être aussi utilisé pour stimuler la libido et favoriser la conception. Sa conviction se fonde à partir de la forme de la fleur, qui ressemble à celle de l'utérus.

- La jacinthe. Elle est l'attribut de la figure allégorique de la « Splendeur du nom »[6] et de la Vertu de l'Endurance. Selon Ovide[7], la jacinthe nait du sang d'Ajax, fils de Télamon, qui se tue parce qu'il n'a pas obtenu les armes d'Achille disputées à Ulysse et finalement attribuées à celui-ci. Ovide raconte encore que Hyacinthe est le nom du jeune garçon très beau dont Apollon s'est épris. Un jour, le dieu et l'enfant décident de jouer au lancer de disque, mais Apollon jette le disque avec une telle force qu'il rebondit par terre et atteint Hyacinthe mortellement. Désespéré, Apollon métamorphose le sang de la blessure en une fleur portant le nom de son jeune ami. Enfin, Cesare Ripa décrit la figure allégorique de la « Splendeur du nom », ou « éclat de la vaine gloire », comme un homme d'une grande beauté qui porte une couronne de jacinthes rouges.

- Le jasmin. C'est la fleur de prédilection de nombreuses civilisations orientales pour sa délicatesse et son parfum. Elle représente l'amour divin et est considérée comme une fleur du Paradis. En occident, la variété la plus connue et le plus souvent représentée par les peintres est le jasminum officinale, originaire des Indes et connu depuis l'Antiquité. Le jasmin est relié à la Vierge Marie, car il fleurit en mai, mois consacré à celle-ci. La couleur blanche de la fleur évoque la pureté immaculée. On attribue à cette fleur les qualités de grâce, d'élégance et d'amour divin. C'est pour ces raisons que l'on peut voir des fleurs de jasmin en bouquet dans les mains de l'Enfant Jésus, ou en couronne sur la tête des anges et des saints. Lorsqu'il est associé à la rose, il peut être symbole de foi.

- Le lotus sacré est un symbole divin dans la tradition hindouiste. Il est associé par les hindous au mythe de la création, aux dieux Vishnou et Brahmā, et aux déesses Lakshmi et Sarasvati. Le déploiement des pétales du lotus suggère l'épanouissement de l'âme. Dans l'iconographie hindoue, les divinités sont souvent représentées assises sur une fleur de lotus ou avec une fleur de lotus à la main. Selon le Harivaṃśa, le lotus est la première des manifestations de Vishnu.

- Le lys. Il signifie la pureté, la chasteté, l'Annonciation, l'Immaculée Conception. Il est l'attribut de la Vierge Marie, de l'archange Gabriel et des allégories de la Beauté et de la Pudeur[8]. Il est aussi le symbole héraldique de la ville de Florence et des rois de France. Dans la Rome antique, le lys est surnommé la « rose de Junon ». Selon une légende hellénique, le lys nait du lait que Junon laisse tomber de son sein jusqu'à terre lorsqu'elle allaite Hercule tout enfant. Ainsi, il conserve l'ancien symbolisme de fécondité féminine. Dans les temps anciens, le lys est l'attribut des grandes Mères mythiques en raison de son extraordinaire capacité à se reproduire. L’allégorie de la Pureté porte une couronne de lys sur la tête ou tient une fleur dans la main, tandis que l’allégorie de la Pudeur, vêtue de blanc et couverte d’un voile, tient un lys dans la main droite.

- Le muguet de mai. Le muguet est l'une des premières fleurs à pousser. Ainsi elle annonce l'arrivée du printemps. L'appellation botanique est convallaria maia. Le premier mot vient de l'ancien nom latin lilium convallium, c'est-à-dire « le lys des vallées », et le deuxième mot signifie littéralement « du mois de mai ». Cette fleur est liée à la Vertu de l'Humilité, car sa corolle est tournée vers le bas. Les fleurs qui présentent cette caractéristique sont souvent liées à cette Vertu. Le muguet est aussi associé à Marie, à sa pureté, à cause de sa blancheur et de la douceur de son parfum. Les spécialistes fondent ce symbolisme sur un passage du Cantique des cantiques : « Je suis le narcisse de Saron, le lys des vallées »[9].

- Le narcisse. Le nom du narcisse provient de celui du très beau jeune homme qui s'éprend de son image reflétée dans l'eau et se consume d'amour jusqu'à en mourir. Ainsi, le narcisse devient symbole d'égoïsme. L’hymne homérique dédié à Déméter révèle que Narcisse est né de la terre à la demande de Jupiter pour plaire au dieu des Enfers, Pluton, qui accueille de nombreux hommes. Le nom grec narkissos a d'ailleurs la même racine que le mot « engourdir », d'où la signification funèbre du narcisse. C'est avec un narcisse qu'Éros attire la fille de Déméter, Koré ou Perséphone, dans l'antre du dieu des enfers, Hadès (Pluton).

- La rose. Symbole d'amour, la rose est consacrée à Vénus. Un récit mythologique rapporte que, dans l'écume de la mer, dont a jailli la déesse, pousse un buisson épineux qui, arrosé par le nectar des dieux, se couvre de roses blanches. Dans le Cantique des Cantiques, la rose symbolise Israël[10] et, dans le livre des Pârsîs, la rose nait sans épines et n’en est armée qu’après l’apparition du génie du mal sur terre. Le rosier blanc (rosa ×alba) est l’emblème de la Vierge Marie, d'où la dévotion catholique du rosaire et la dénomination de rosières, pour les jeunes filles vertueuses et pures.

- Le tournesol. Cette fleur a la caractéristique de toujours se tourner vers le soleil. Elle symbolise la Vertu de l'Espérance. Le tournesol est la fleur en laquelle Clytia est métamorphosée. Clytia ou Clytie est une des jeunes filles aimées du dieu du soleil, Apollon, mais celui-ci finit par aimer Leucothoé, fille du roi babylonien Ochamos. Blessée dans son amour propre, Clytia dénonce à Ochamos la liaison de sa fille. Saisi de fureur, le roi fait ensevelir sa fille vivante. Apollon tente de la sauver, mais sans succès. De son côté, Clytia désespérée passe ses jours à suivre du regard la course du char de son dieu bien-aimé, jusqu'au jour où, consumée par la douleur, elle est transformée en une fleur qui a la propriété de se tourner toujours vers le soleil[11]. Le tournesol était inconnu dans l'Antiquité, puisqu'il a été rapporté des Amériques au v. Ce sont les peintres baroques qui ont illustré ce mythe en faisant de la fleur d'Ovide un tournesol, qui est ainsi symbole de dévouement inconditionnel.

- La violette. La violette et la pensée appartiennent à l'espèce de la Viola. Elles ont à peu près la même signification symbolique dans l'iconographie : modestie et humilité. La naissance de cette fleur, connue dès l'antiquité, est lié au mythe[12] du dieu phygien Attis : la déesse Agdistis ou Cybèle, éperdument éprise d'Attis, cherche à empêcher son mariage avec Atta, fille du roi Pessinonte, et le fait succomber à la folie.

- L'œillet. Le nom latin de l'œillet, dianthus, d'origine grecque, signifie fleur de Dieu.

- Le pavot. Les propriétés somnifères du pavot sont connues depuis l'Antiquité. Dans la grèce ancienne, on représente le dieu du sommeil, Hypnos, avec une couronne de fleurs de pavot sur la tête[13]. Ovide[14] décrit la demeure du Sommeil comme une profonde caverne devant laquelle fleurissent d'innombrables plantes et des pavots. Les divinités liées au sommeil ou aux rêves comme la Nuit ou Morphée ont pour attribut un pavot.

- L'anémone. Fleur fragile et peu durable son nom vient du grec anémos qui veut dire "vent". La vie de l'anémone étant brève, elle a une signification funèbre : les Étrusques ont l'habitude de les cultiver autour des tombes. Selon Ovide, l'anémone est née des larmes versées par Vénus à la mort de son bien-aimé Adonis. Une légende célèbre rapportée par Ovide raconte l'amour éprouvé par Vénus pour Adonis après qu'Éros sans le vouloir eut frôlé son sein par la pointe d'une flèche. Parti à la chasse le jeune homme est mortellement blessé par un sanglier furieux. De son sang nait l'anémone[15].

- L'iris. Iris en grec veut dire arc-en-ciel. En effet cette fleur porte une grande variété de couleurs. Iris est aussi le nom de la servante de Junon et la messagère des dieux entre le ciel et la terre. L'iris commun s'appelle en allemand « lys en épée » à cause de la forme pointue de ses longues feuilles.

## Drapeaux
La fleur de lys, en fait une fleur d'iris, jaune ou or, est le symbole de la famille royale en France. 
Le lys bosniaque (lilium bosniacum) est l'emblème des Bosniaques, de Bosnie-Herzégovine. Il figurait sur l'ancien drapeau national de 1992 à 1998.
Le lys (lilium philadelphicum l. var. andinum) fait partie du drapeau québécois. 
Rosa ×alba, rose blanche de la maison d'York, et rosa gallica, rose rouge de la maison de Lancastre, se sont opposées durant la Guerre des Deux-Roses de 1453 à 1485.

Drapeau du royaume de France (1815-1830).
Drapeau de la Bosnie-Herzégovine (1992-1998).
Drapeau du Québec.
Rose blanche des York.
Rose rouge des Lancastre.

## Emblèmes

### Lotus
Le lotus est la fleur nationale de l'Inde et du Viêt Nam. Il est présent sur le drapeau et les armoiries de Macao.
Le lotus sacré est le symbole du BJP, un parti politique nationaliste indien.
Le lotus d'Égypte était la plante emblématique de la Haute-Égypte.

Drapeau de Macao.
Logo du BJP.
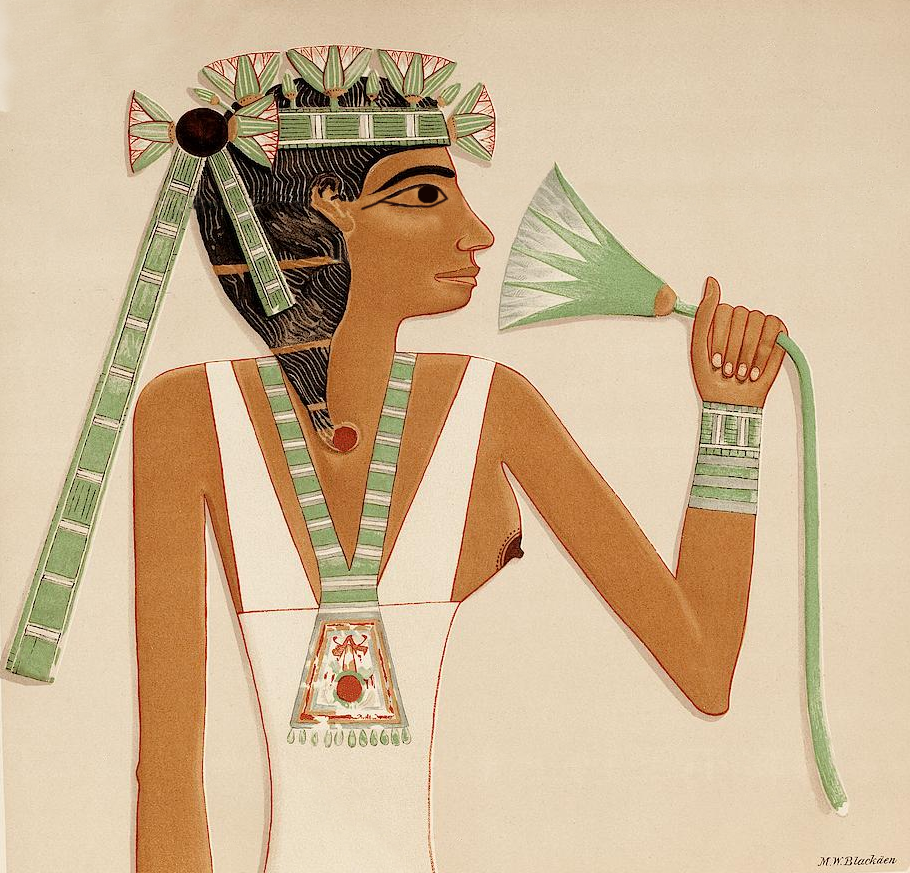
Peinture égyptienne contenant des fleurs de lotus (XIIe siècle).

### Lys
Le Lys est le symbole royal de la France.
Le lys des prairies (lilium philadelphicum l. var. andinum) est l'emblème floral de la province de la Saskatchewan au Canada.
Trois fleurs de lys sont présentes sur les armoiries de La Réunion, de la Guyane et de Saint-Barthélemy.

Drapeau de la Saskatchewan.
Armoiries de La Réunion.
Armoiries de la Guyane.
Armoiries de Saint-Barthélemy.

### Muguet
Le muguet symbolise la Finlande.

### Rose
Le parti socialiste français a pour emblème la rose rouge, symbole qui a également été adopté par d’autres partis politiques européens comme le parti travailliste au Royaume-Uni, le PSOE en Espagne, les partis social-démocrates nordiques et le Parti socialiste européen.
La rose a été, en novembre 2003, le symbole du mouvement non-violent de la « révolution des Roses » en Géorgie.

### Tournesol
Le tournesol est l'emblème des Verts.

Drapeau du Kansas.

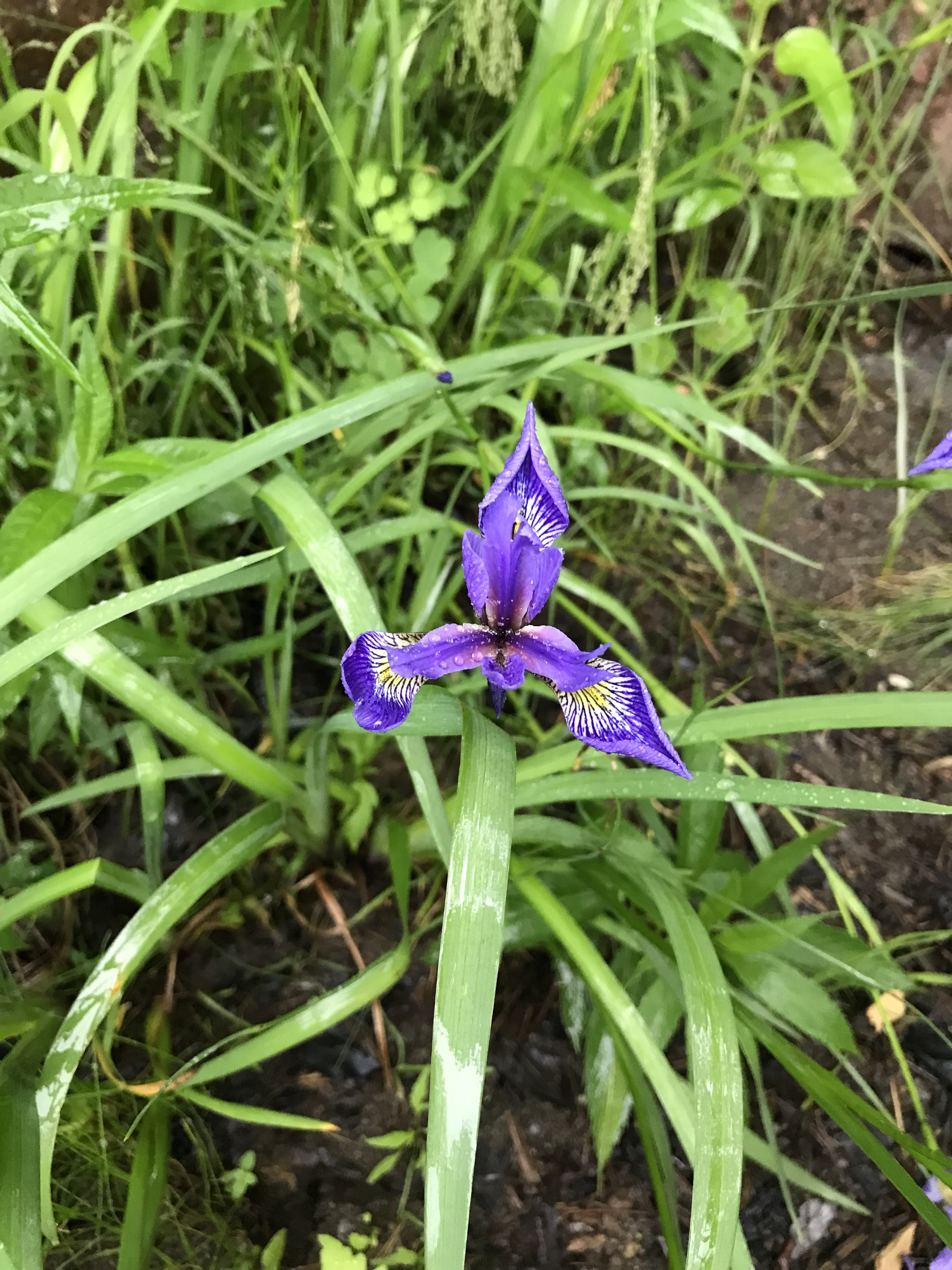
Iris versicolore

Il est aussi celui du Kansas (USA), figurant notamment sur le drapeau de l'État, dont le surnom officiel, « The Sunflower State », apparaît également sur les plaques minéralogiques locales.

### Iris
Depuis 1999, l'iris versicolore (Iris versicolor Linné) est la fleur-emblème de la province de Québec.  Selon la Loi sur le drapeau et les emblèmes du Québec, cette fleur illustre la diversité culturelle de la province par ses nombreuses variétés et par l'harmonie de ses couleurs.

## Emblèmes de sociétés
Les Rose-Croix sont une société secrète mystique ayant pour emblème une rose rouge fixée au centre d’une croix.
La Rose blanche fut un mouvement d'opposition à Hitler dont les fondateurs furent décapités en 1943.

## Décorations

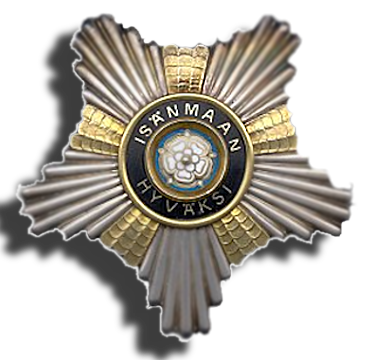
Insigne de l’ordre de la Rose blanche de Finlande.

La Rose blanche de Finlande, ordre national finlandais, a été créée en 1919 pour récompenser les services rendus au pays.